# 函館臨床福祉専門学校
函館臨床福祉専門学校（はこだてりんしょうふくしせんもんがっこう）とは、北海道函館市美原1丁目15-1にある専門学校。運営は学校法人西野学園。

## 概要
北海道函館市美原に所在し、社会福祉士、介護福祉士を養成・教育する専門学校。北海道知事認可、厚生労働省指定養成施設。

## 設置学科
- 社会福祉科（社会福祉士と介護福祉士を目指す3年課程の昼間部）職業実践専門課程認可
- 介護福祉士科（介護福祉士を目指す2年課程の昼間部）職業実践専門課程認可

## 取得可能な資格
- 社会福祉士（国家試験受験資格）
- 介護福祉士（国家試験受験資格）

## 所在地
北海道函館市美原1丁目15-1

## グループ校
- 札幌医学技術福祉歯科専門学校
- 札幌心療福祉専門学校
- 札幌リハビリテーション専門学校

## 運営主体
- 学校法人西野学園